# 宇宙家族ノベヤマ
『宇宙家族ノベヤマ』（うちゅうかぞくノベヤマ）は、岡崎二郎による日本のSF漫画。
『ビッグコミック』（小学館）において2005年4号から2007年11号まで、その後『ビッグコミック増刊号』へ移籍して2008年3月17日号から同年12月17日号まで、不定期連載された。

## あらすじ
主人公である野辺山雄一は、仕事一筋のサラリーマン。残業の毎日を過ごし、ようやく課長から部長補佐に昇格した時、突然内閣官房長官から、あなた達一家に宇宙へ行ってもらうと宣告される。その理由は、科学者たちが地球外文明の発する宇宙電波を受信し解読したところ、後進文明に対する宇宙進出を促すメッセージがあり、そこには太陽系外へと繋がるワームホールである「スターゲート」の位置と地球外文明へ送るべきDNA配列を持つ人間・「メッセンジャー」について言及されていた。そのメッセンジャーこそが野辺山の息子・翔太だったのだ。
初めは出世のために宇宙へ行くことを躊躇っていた野辺山だったが、今まで自分は家族のことを少しも考えていなかったことに気づき、宇宙に出る決心を固める。こうして宇宙船イカルガ号を舞台とした野辺山一家の家庭再生とさまざまな異星人とのファーストコンタクトの物語は始まった。

## 主な登場人物
野辺山雄一
主人公。野辺山一家の父。会社一本の人生を改めるために家族全員で宇宙へ行くことを決意する。
野辺山翔太
雄一の息子。小学2年生。地球外文明へ送るべきメッセンジャーのDNAを持つ。
野辺山美里
雄一の娘。14歳。家族を顧みない父親に反発し、学校にも行かない不良だったが強制的に宇宙へ行くことになる。
野辺山恵子
雄一の妻。料理上手。夫に宇宙へ行くことを拒否されて困惑するも、夫の心変わりにより、宇宙への旅に同伴する。
本城賢一郎
宇宙船「イカルガ」の男性パイロット。一行のリーダー。
上原梨奈
宇宙船「イカルガ」の女性パイロット。
助（スケ）・格（カク）・八兵衛（ハチ）
宇宙船「イカルガ」の中枢である3台のスーパーコンピューターのインターフェイス用疑似人格。それぞれどこの言葉かわからないあやしい方言でしゃべる。
ラフクフラクフラ
ルゴウフ人の指導者。一万年前の「ギラングル事件」の回想シーンにも同名のルゴウフ人が登場するが、ナンボッゴによると「名前が受け継がれている」らしい。
ナンボッゴ
チクチルン人の代表として野辺山一家を迎えた。野辺山一家を気に入り質問に応じる形で「ギラングル事件」について語る。
クササキリサ
クリーガ人。ラフクフラクフラに匹敵する力と地位にある（と思われる）が、ラフクフラクフラの考えを認めつつも「甘い」と断じ、銀河宇宙が直面するある「危機」の回避の為に様々な策略を行っている。一万年前の「ギラングル事件」の回想シーンにも登場するが、同一人物かその時点でのクリーガ人の指導者なのかは不明。
Ｒ博士
惑星クランの数理遺伝学の権威。1万100年前の宇宙先進文明会議において、500年かけて調査した「呼び合う遺伝子」のデータから、ギラングル人が銀河宇宙の一員として存在できないことを証明した。

## 地球外の文明
ネッカルうしかい座ネッカル第六惑星に存在したと思われる文明。イカルガ最初の目的地であったが、到着時には既に滅びていた。その理由は後日テッガロ人によって明かされることになる。
ルゴウフ地球から100光年余り離れたペナトシュ星系第七惑星ルゴウフに根ざす文明。ルゴウフの人々は皆、賢者の風格を備えており、またそれに値するだけの地球人の想像を絶する高い文明も持っている。数百年前に物質的な文明の発展を止めており、現在は身の丈にあった生活をしている。一万年前、一年というごく短い間に、幾つもの星系を支配下に置いていたギラングル文明を、徹底的な破壊のもとその数百億の民もろとも消滅させた。
パントカ惑星パントカに根ざす文明。地球と同じく後進文明なので具体的な惑星の位置は不明。メッセンジャーの遺伝子を持つ受精卵(胎児？)のみをロケットに積み、外交そっちのけで先進文明の情報を得ようとしている。高性能のロボットを所持している辺り、地球より一歩進んだ文明だと考えられる。
グアラガンメラク星系惑星グアラガンに根ざす文明。かつて高い文明を誇っていたが、300年ほど前に恒星メラクが突然の大変動を起こしその先祖はほぼ全滅。僅かに生き残った人々が過去の遺物を手がかりに現在の繁栄を築き上げるも、技術力と人々の精神性が余りにもアンバランス。高い技術を奢侈のためにしか使っておらず、ブラックホールから抜き取った運動エネルギーを使って無駄な消費を繰り返している。後進文明からの訪問者をテストし、有望そうな文明には先進文明の利器を餌に、自分達の文明復興の手伝いをさせようとしている。
チクチルンドゥーベ星系惑星チクチルンに根ざす文明。チクチルンの人々は怪獣のような容姿をしているが、地球人に非常に近い感受性を持っており、野辺山一家とも親密になっている。他の先進文明同様、高い文明を誇っているが、かつてはその高い科学技術によって戦争や病などを克服し、完全な安寧を手に入れてしまったために、気付くと文明の進歩を促すような自身を奮い立たせるものが何もなくなり、人々は考えることをやめ、文明の危機が叫ばれるほど頽廃の道を進んでしまっていた。しかし、惑星開発用に作り出した生物であるドルガモスが反乱を起こしたことによって、再び人々の闘争本能が呼び起こされ、現在では徐々にフロンティア・スピリッツを取り戻しつつある。しかし、文明の頽廃を招いた一つの要因でもある万能スーツは今でも人々の間で定着している。
ドルガモスドゥーベ星系の辺境地帯を縄張りとする文明。ドルガモス人は元々チクチルン文明が生み出した惑星開発用の生物だったが、突如チクチルンに対して反乱を起こし今でも戦争状態が続いている。(厳密に言うと、戦争している方が文明を発展させるのに丁度良いという考えを持つチクチルン人に生かされている)作られた生物であるが、自分達で子を産み育て、自前の文化まで持っている。苛酷な環境の辺境地帯に根をはっているだけに科学技術の進歩は非常に速く、今ではチクチルンの防衛線を越えて攻撃してくることもあるという。
ギラングル一万年ほど前まで存在していた宗教的結束力を武器に幾つもの星系を飲み込んだ文明。圧倒的な武力と洗脳電波などを用いて、異星の人々にギラングルの神を崇めるよう強制し、従順な者だけ教化してそれ以外の者は尽く処分した。しかし、メッセンジャーを手にかけようとしたことがルゴウフ人の逆鱗に触れ、一年というごく僅かな間に、ギラングルの神を崇める数百億という人々が全て消滅し、ギラングル文明もまた崩壊してしまった。
モンカルゴウフ人に似た神を崇拝する文明。一万年前ギラングル文明の侵略を受けたが、惑星モンカにメッセンジャー遺伝子を持つものがいたため、すんでのところをルゴウフ人に助けられた。事件から一万年経った今でも文明は存続している。一万年前はまだ宇宙に飛び出す技術など全く持っていなかったが、しっかりと発展を続けていったようなので、今ではかなり高い文明を築いていると思われる。
ログタニア・ボレアリス星系の惑星ログに根ざす文明。饗応（もてなし）という概念を持たないため、地球人との外交を情報のやりとりのみで行うように要請する。イカルガ乗務員の不完全な宇宙語を（曰く「ルゴウフやチクチルンは大目にみたようですが、私たちはそのようないい加減さが我慢できない」）改善させるために正確な宇宙語のデータをイカルガのコンピュータに出力し、結果としてそれはイカルガ乗務員が「メッセンジャー」の本当の意味を知るきっかけとなる。
ホルンタルタ・アウストラリス星系の惑星ホルンに根ざす文明。科学と自然の調和によるほどよい科学文明を目指している。ずんぐりむっくりの爬虫類を思わせる外観のホルン人だが、銀河宇宙では少数派の無性生物（雌雄同体）であり非常に母性愛（父性愛？）が強く皆子供を産みたがる為、増え続ける人口が問題となっている（出産には法律による規制が存在するにもかかわらず、である）
クリーガミンタカ星系惑星クリーガに根ざす文明。文明の進歩速度は地球の1/10以下だが、1万年以上前から存在している為ルゴウフに匹敵する科学力を持っている（と思われる）。現在銀河宇宙が直面しているある「危機」の解決のために地球人と地球のとある生物に着目する。
セグロン（純血フィレンツェ）500年前、惑星セグロンにクリーガにより地球から連れてこられた（クリーガ人曰く「来ていただいた」）イタリアのフィレンツェ人が、衰退していたセグロン人を導く形で発展した文明。クリーガ人より授けられた「映像技術」「軍事力」「バイオ技術」により本来のセグロン人を純血フィレンツェ人（地球人）が統治する独裁国家となりはてている。公用語はラテン語。
クラン1万500年前のギラングル文明の侵略に対応するための宇宙先進文明会議において、遺伝的アプローチからの解決方法を提案した文明。現在も存在するのかは不明。
メノール体表が大量の分泌物に覆い隠され、翔太曰く「溶けたときの三段重ねのアイスクリーム」のような外観をもつメノール人による文明。その異形の外観は翔太と雄一（メッセンジャー及びメッセンジャー遺伝子を一定以上もつ人間）以外の全イカルガ乗組員が不快感をあらわしたほど。
テッガロゴメイザ星系惑星テッガロの、小学生以下のサイズの蛸のような多足歩行生物による文明。テッガロ人は無邪気で自由奔放だが、同時に思慮深さと臆病さも併せ持つ。作中ではその臆病さがあだとなり、雄一の誘導尋問にひっかかる形でギラングル事件とその裏にあるルゴウフの真実を地球人に暴露してしまう。